# Inducerad pluripotent stamcell

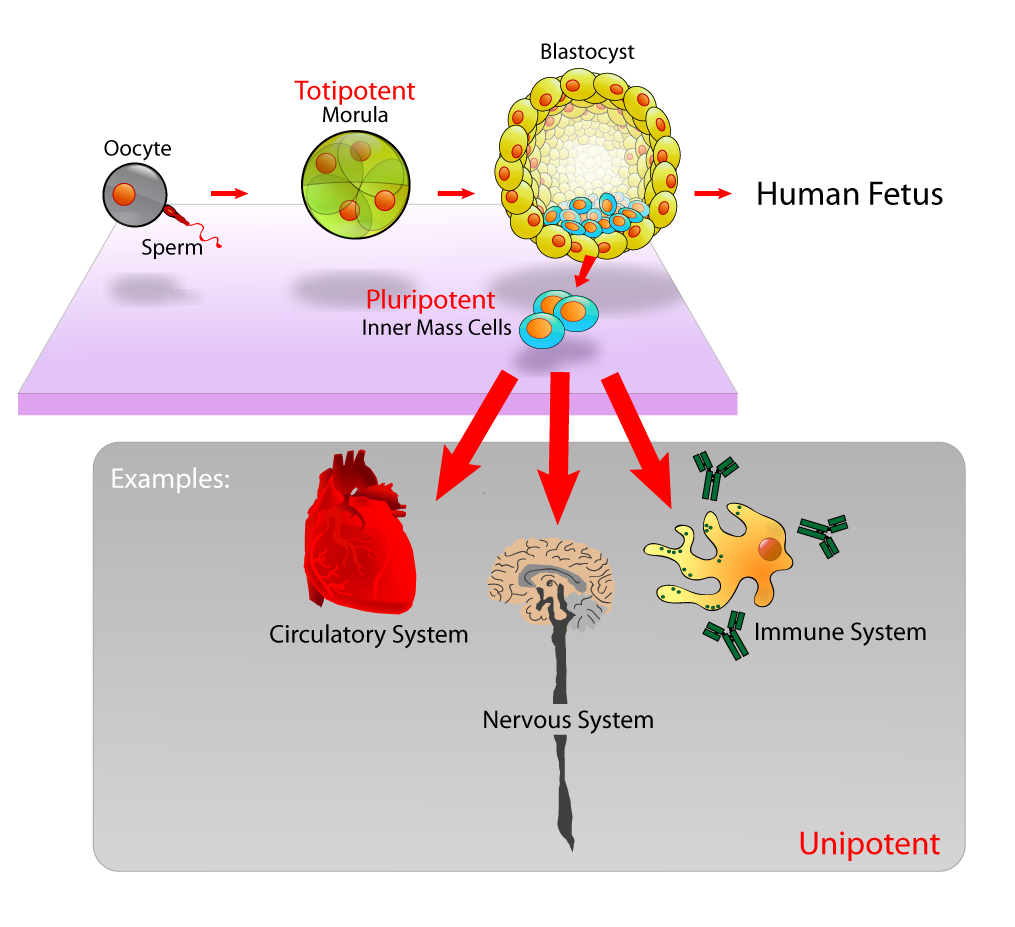
Pluripotenta stamceller kommer ursprungligen från det inre cellmassans celler (ICM) som finns inuti en blastocyst. Dessa stamceller kan bli vilka vävnader som helst i kroppen förutom moderkakan (lat. placenta). Bara den titopotenta stamcellen (också kallad Morula) från de tidigare stadiet av embryot kan bli vilka vävnader som helst.

Inducerade pluripotenta stamceller  (förkortat iPS eller PS) är en form av vanliga celler som omprogrammeras i en process som kallas "dedifferentiering" och återgår till en liknande version av sin ursprungliga form, alltså stamceller. 
Stamceller är speciella celler som kan differentieras till andra celler som är specialiserade att göra speciella uppgifter(t.ex. stamceller som differentierats till en hudcell är specialiserad att bara dela sig till hudceller). Pluripotenta stamceller är i princip identiska till embryonala stamceller och den enda skillnaden är att pluripotenta stamceller ej kan ge upphov till placenta.   Pluripotenta stamceller är också i princip identisk till inducerade pluripotenta stamceller då den enda skillnaden är uppkomsten av stamcellerna.
Till skillnad från pluripotenta stamceller som redan finns för att kunna differentieras till olika kroppsceller som t.ex. fosterstamceller som finns i omogna könsceller, så är inducerade pluripotenta stamceller stamceller gjorda från t.ex. helt vanliga adulta stamceller som redan är kroppsceller.

## Användningsområden
Stamceller används inom forskning samt inom olika experimentella behandlingar av olika sjukdomar. Stamceller har tidigare tagits från outvecklade foster från aborter, men motstånd från religiösa grupper samt ifrågasättande huruvida det är etiskt korrekt att göra detta har hindrat forskningen inom området från att utvecklas.[källa behövs]
Genom att transformera vissa typer av celler kan man istället få fram en syntetisk stamcell, med egenskaper som liknar vanliga stamcellers. Detta undanröjer eventuella etiska frågeställningar eftersom cellmaterialet kan tas från en mängd olika vävnader, även från vuxna individer.[källa behövs]

## Problem vid användning
Då det finns en god tanke bakom skapandet av iPS så finns det ändå problem. 
Det största problemet är genförändringar. Dessa genförändringar uppstår efter omprogrammeringen av stamcellen. Dessa förändringar kan leda till plötsliga mutationer vid användning på människor. Dock så är iPS fortfarande mycket användbart för forskning och liknande.